# Kahitna
Kahitna es un grupo de música originarios de Bandung, Indonesia se formó en 1996 y fundada por Yovie Widianto. Aunque la mayoría de las canciones contiene temas de amor, el grupo también es conocido por ser capaz de combinar elementos de otros géneros musicales como el jazz, el pop, la fusión americana e incluso la música tradicional.

## Miembros
- Hedi Yunus (Voz)
- Carlo Saba (Voz)
- Mario Ginanjar (Voz)
- Yovie Widianto (Voz, Piano), es el director
- Dody Isnaini (Bajo)
- Harry Sudirman (Percusión)
- Budiana Nugraha (Tambores)
- Andrie Bayuajie (Guitarra)
- D. Bambang Purwono (Teclados)

## Discografía
1. 1995 - Cerita Cinta (English translation: Love Story)
2. 1997 - Cantik (English translation: Pretty)
3. 1998 - Sampai Nanti (English translation: Until Then)
4. 2000 - Permaisuriku (English translation: My Empress)
5. 2002 - The Best of Kahitna (Compilation)
6. 2003 - Cinta Sudah Lewat (English translation: Love has Gone)
7. 2006 - Soulmate
8. 2010 - Lebih Dari Sekedar Cantik (English translation: More than Just Beautiful)